# Museo de la Dircote
El Museo de la Dircote es un museo ubicado en el local de la Dirección Nacional contra el Terrorismo (Dircote) en la avenida España en el Centro de Lima, gestionado por la Policía Nacional del Perú y que expone objetos incautados a los grupos terroristas Sendero Luminoso y Movimiento Revolucionario Túpac Amaru (MRTA) durante el conflicto armado interno que asoló al Perú durante las décadas de 1980 y 1990.
El museo, que consta de dos salas, no es público y atiende con cita previa y solo a miembros de la policía, periodistas y centros educativos. Nació a partir de la exposición institucional de los objetos incautados durante los operativos policiales y que eran mostrados en los aniversarios de la captura del líder senderista Abimael Guzmán el 12 de septiembre de 1992 durante la Operación Victoria por miembros del GEIN.
La colección del museo, conocido también como sala de trofeos de la DIRCOTE, expone alrededor de 1200 objetos como carteles, cuadros, documentación, fotografías, libros, vídeos, armas, así como regalos y objetos personales del presidente Gonzalo y del emerretista Víctor Polay Campos, entre otros.